# Stylatula elongata
Pennatule allongée
Espèce
Stylatula elongata, la Pennatule allongée, est une espèce de cnidaires de la famille des Virgulariidae (ordre des Pennatulacea).

## Répartition
Stylatula elongata se rencontre sur les côtes est du Pacifique, depuis le Canada jusqu'au Mexique. Cette espèce est présente jusqu'à 60 m de profondeur, sur fonds sablonneux ou de vase.

## Description
Stylatula elongata peut mesurer jusqu'à 60 cm.

## Classification
Le nom valide complet (avec auteur) de ce taxon est Stylatula elongata (Gabb, 1862).
L'espèce a été initialement classée dans le genre Virgularia sous le protonyme Virgularia elongata Gabb, 1862,.
Ce taxon porte en français le nom vernaculaire ou normalisé suivant : Pennatule allongée.
Stylatula elongata a pour synonymes :
- Stylatula elongata Verrill
- Stylatula ringei Pfeffer, 1886
- Virgularia elongata Gabb, 1862

### Publication originale
- (en) W. M. Gabb, « Description of two new species of Pennatulidae from the Pacific coast of the United States », Proceedings of the California Academy of Science, San Francisco, vol. 2,‎ 1862, p. 166-167 (ISSN 0068-547X, OCLC 2255608, lire en ligne).